# ذبیح‌الله پورشیب
ذبیح‌الله پورشب (قیاسوند) (زادهٔ ۲۷ تیر ۱۳۶۷ در زنگوان) کاراته کار اهل شهرستان سیروان در استان ایلام در ایران است. ذبیح‌الله پورشیب تاکنون بیش از ۲۳ مدال در رشته کاراته به دست آورده‌است.
ذبیح‌الله پورشیب در رده‌های مختلف تیم‌های ملی کاراته زیر نظر مربیان مطرحی همچون سید شهرام هروی، علیرضا کتیرایی، مجید عبدالحسینی، مهران بهنام‌فر، غلامرضا دباغیان و حسین روحانی فعالیت داشته‌است.

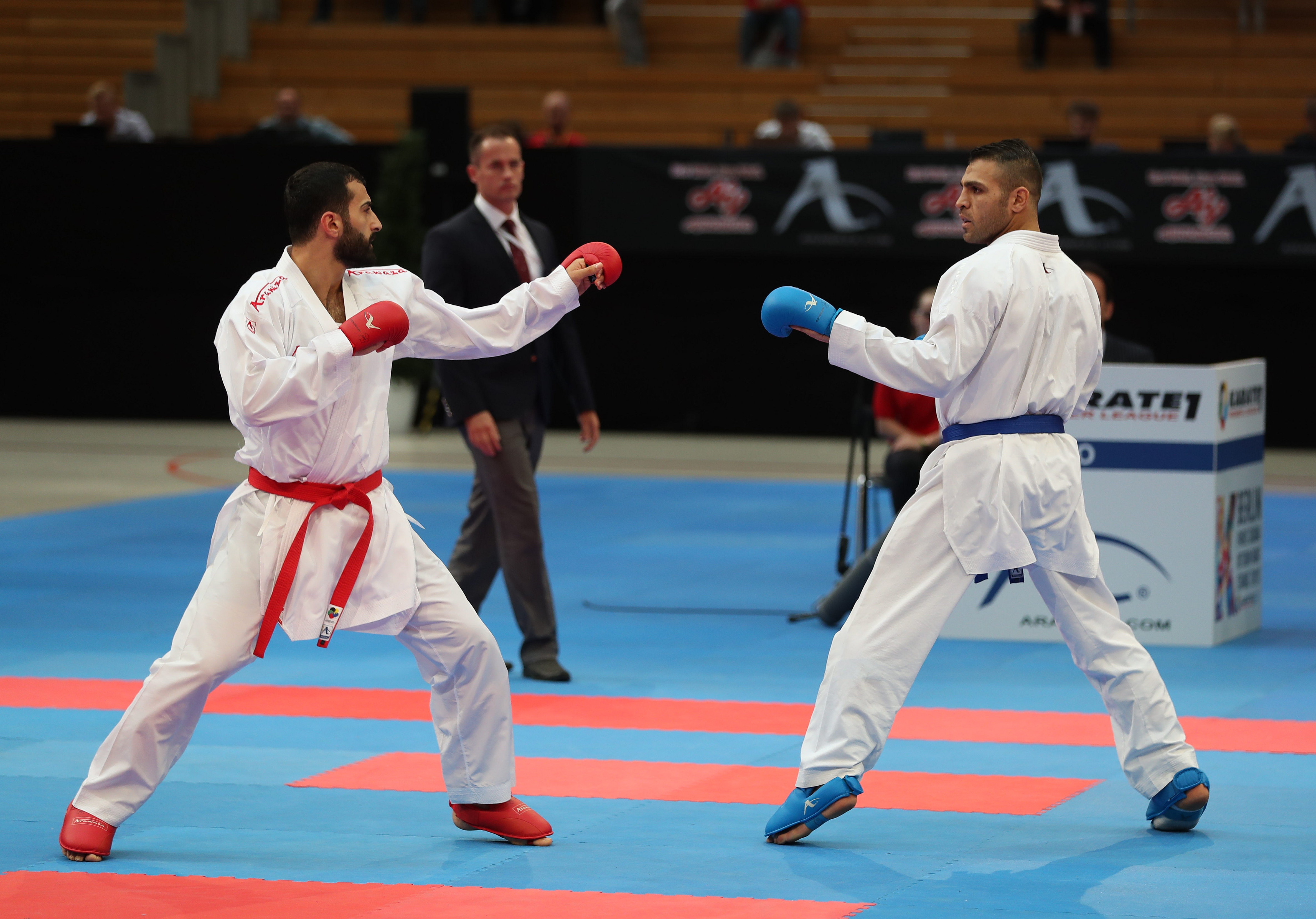
ذبیح‌الله پورشیب

## زندگی
وی در سال ۱۳۷۵ ورزش کاراته را در باشگاه ۱۷ شهریور سالن نیرو نشاط زیر نظر مربی ایلامی احمد کریمی راد آغاز کرد و اولین مدال رسمی خود را در سال ۱۳۷۸ در مسابقات قهرمانی کشور انتخابی تیم ملی در استان کرمان به دست آورد.
ذبیح‌الله پورشیب تاکنون بیش از ۲۳ مدال در رشته کاراته به دست آورده‌است که ۱۴ مدال آن طلا بوده و ۹ مدال طلای آسیایی و دو طلای جهانی از افتخارات این ورزشکار قهرمان ایلامی است.
از مهم‌ترین افتخارات وی می‌توان به کسب مدال طلای بازی‌های آسیایی گوانگجو در سال ۲۰۱۰، مدال برنز قهرمانی جهان در سال ۲۰۱۲، مدال نقره المپیک رزمی جهان در سال ۲۰۱۳، کسب مدال طلای دانشجویان جهان در سال ۲۰۱۴ و طلای امیدهای جهان در سال ۲۰۰۷ اشاره کرد.
در آخرین رتبه‌بندی اعلام شده فدراسیون جهانی کاراته ذبیح‌الله پورشیب در رتبه ۲ وزن -۸۴ کیلوگرم و رتبه ۲ رنکینگ المپیکی وزن آخر (وزن +۷۵ کیلوگرم) قرار دارد.